# كيث روبسون
كيث روبسون (بالإنجليزية: Keith Robson)‏ (15 نوفمبر 1953 في المملكة المتحدة - ) هو لاعب كرة قدم بريطاني في مركز الوسط. لعب مع كارديف سيتي وليستر سيتي ونادي جنوب الصين ونادي كارلايل يونايتد ونورويتش سيتي ونيوكاسل يونايتد ووست هام يونايتد وكورنثيان كاشولز وTeam Hawaii ‏ وWroxham F.C. ‏.

## وصلات خارجية
- كيث روبسون على موقع قاعدة بيانات كرة القدم.إي يو (الإنجليزية)